# Ferdinand-Alphonse-Honoré de Digoine du Palais
Ferdinand Alphonse Honoré de Digoine du Palais de Mailly est un militaire et homme politique français né le 16 mai 1750 à Dunkerque (Nord) et décédé le 18 février 1832 à Versailles (Yvelines).

## Biographie
Ferdinand Alphonse Honoré de Digoine du Palais descend d'une vieille famille du Charolais. Son père,  Claude-Ferdinand est un ancien capitaine de grenadiers au régiment de Belzunce, chevalier de Saint-Louis, et de Marie-Françoise Tugghe  (issue d'une famille noble d'Angleterre) demeure  au château du Palais à Mailly. 
Ferdinand Alphonse Honoré entre à l'école royale militaire. Il est lieutenant d'artillerie en 1767, mousquetaire de la garde du roi en 1773 et capitaine de cavalerie en 1775. Il se fixe en Bourgogne et siège aux États provinciaux, où il est rapporteur des requêtes, vérificateur des titres et premier alcade de la noblesse. 
Il est élu député de la noblesse aux états généraux de 1789, et fut aussi désigné secrétaire de son ordre. Il hésite alors à se joindre au tiers état, mais siège finalement  à droite, prenant la défense du pouvoir royal. Il émigre en 1791 et sert dans l'armée des princes, devenant aide de camp du comte d'Artois, Charles de Bourbon. Il rentre en France en 1802, et devient ingénieur en chef du cadastre dans l'Ardèche, puis dans le Vaucluse. Il est nommé chevalier de Saint-Louis et maréchal de camp en 1814, sous la première Restauration.

## Sources
- « Ferdinand-Alphonse-Honoré de Digoine du Palais », dans Adolphe Robert et Gaston Cougny, Dictionnaire des parlementaires français, Edgar Bourloton, 1889-1891 [détail de l’édition]